# Киреенко, Павел Николаевич
Павел Николаевич Киреенко (род. 14 июня 1994, Санкт-Петербург) — российский футболист, нападающий.

## Биография
Воспитанник петербургского «Зенита». В профессиональном уровне дебютировал за «Зенит-2». В 2016 году вместе со своим одноклубником Дмитрием Богаевым отправился в клуб второго литовского дивизиона «Паланга». Сыграв за неё по четыре матча, футболисты на правах аренды оказались в «Тосно». Таким образом команда из Ленинградской области избавилась от компенсации «Зениту» за подписание его бывших игроков. Позднее петербуржский клуб требовал её от «лесников». По итогам сезона Кириенко помог «Тосно» выйти в Премьер-Лигу, но в элите он вместе с командой не остался. Несколько сезонов форвард провел в клубах ФНЛ «Динамо» (Санкт-Петербург), «Сибирь» и «Томь».
Зимой 2021 года россиянин перешел в клуб армянской премьер-лиги «Ной». Дебютировал за новый коллектив Киреенко 19 февраля в матче против «Вана» (4:0). В первой игре нападающему удалось забить гол с пенальти.

## Достижения
- Серебряный призёр ФНЛ: 2016/17.
- Обладатель Кубка Казахстана в составе Фк Тобол
- Хороший человек
- Достойный семьянин